# Вонгровецький повіт
Вонгровецький повіт (пол. powiat wągrowiecki) — один з 31 земських повітів Великопольського воєводства Польщі.
Утворений 1 січня 1999 року в результаті адміністративної реформи.

## Загальні дані
Повіт знаходиться у північно-центральній частині воєводства.
Адміністративний центр — місто Вонгровець.
Станом на 1.01.2008 населення становить 67 842 осіб, площа 1039,65 км².

## Демографія
Демографічні дані повіту станом на 30.06.2005:
|       | Всього | Всього | Жінки  | Жінки | Чоловіки | Чоловіки |
| ----- | ------ | ------ | ------ | ----- | -------- | -------- |
|       | осіб   | %      | осіб   | %     | осіб     | %        |
| Повіт | 67 460 | 100    | 34 121 | 50,6  | 33 339   | 49,4     |
| Міста | 31 721 | 100    | 16 425 | 51,8  | 15 296   | 48,2     |
| Села  | 35 739 | 100    | 17 696 | 49,5  | 18 043   | 50,5     |